# Rabatt auf Alienzubehör
Rabatt auf Alienzubehör ist ein deutsches Kabarett-Duo bestehend aus Jann Wattjes (* 1992 in Esens) und August Klar (* 1990 in Görlitz).

## Wirken
Wattjes und Klar entstammen der deutschsprachigen Poetry Slam-Szene und sind als Solo-Künstler jeweils Gewinner zahlreicher Slam-Wettbewerbe. 2017 gründeten sie das Kabarettduo "Rabatt auf Alienzubehör". für das sie gemeinsam Texte erarbeiten und Klar neben dadaistischen Einwürfen auch Musik und Beatbox-Elemente einbringt. Neben Teilnahmen bei Kabarettwettbewerben treten sie auch noch als Punkrockband, Veranstalter des Formates "Lesen für Bier" sowie Teilnehmer bei Poetry Slams in Erscheinung. Bei den deutschsprachigen Slam-Meisterschaften in Zürich gewannen sie den Song-Slam-Titel. Bei denselben Meisterschaften erreichten sie zudem das Team-Slam-Finale und landeten dort auf dem fünften Platz. Im Folgejahr konnten sie sich in Berlin fürs Halbfinale qualifizieren. Im Jahr 2020 erreichten sie beim Team-Slam der deutschsprachigen Slam-Meisterschaften in Düsseldorf das finale Stechen und wurden Vize-Meister.
Wattjes und Klar leben und arbeiten in Paderborn, wo sie den monatlichen "Kult Slam" moderieren.

## Auszeichnungen
- 2018: Finalist der deutschsprachigen Team-Slam-Meisterschaften (in Zürich)[8]
- 2018: Sieg beim Song Slam (in Zürich)[9]
- 2019: Halbfinalist der deutschsprachigen Team-Slam-Meisterschaften (in Berlin)[10]
- 2020: 2. Platz beim Team-Slam der deutschsprachigen Team-Slam-Meisterschaften (in Düsseldorf)

## Programme
- 2019: Rabatt auf Alienzubehör. Eine Tragödie.[11]

## Veröffentlichungen
enthält Texte von "Rabatt auf Alienzubehör":
- Jann Wattjes: Lauchentscheidungen. Lektora, 2018, ISBN 978-3-95461-111-9.
- Denise Bretz, Larissa Tiesbohnenkamp (Hrsg.): Die ultimative Poetry Slam Anthologie II. Lektora, 2019, ISBN 978-3-95461-137-9.